# مارك ديكر
مارك ديكر (بالإنجليزية: Mark Dekker)‏ (5 ديسمبر 1969 في زيمبابوي - ) هو لاعب كريكت زيمبابوي. لعب مع منتخب زمبابوي للكريكت وMatabeleland cricket team ‏.

## وصلات خارجية
- مارك ديكر على موقع إي آس بي آن كريك إنفو (الإنجليزية)